# Международен стандартен сериен номер
Международният стандартен сериен номер (на английски: International Standard Serial Number, ISSN) е уникален осемцифрен номер, позволяващ да се идентифицира всяко периодично издание, независимо от това къде е издадено, на какъв език и на какъв носител. Системата ISSN е приета като ISO 3297 през 1975 г. Подкомитет TC 46/SC 9 на ISO е отговорен за стандарта.

## Формат
ISSN се състои от осем цифри, разделени с дефис на две четирицифрени числа. Последната цифра може да е от 0 до 9 или X и служи за контролна цифра.
Например ISSN-кодът на списание Hearing Research е 0378-5955. За да се провери дали е валиден чрез контролната цифра, се използва следният алгоритъм:
1. Изчислява се сумата на първите седем цифри от горния ISSN, умножени по 8, 7, 6, 5, 4, 3 и 2, както следва:
0×8 + 3×7 + 7×6 + 8×5 + 5×4 + 9×3 + 5×2
= 0 + 21 + 42 + 40 + 20 + 27 + 10
= 160.
2. Взема се остатъкът от полученото число, разделено на 11:
160/11 = 14 и остатък 6.
3. От числото 11 се изважда остатъкът от горното деление, в този случай 6, за да се получи контролната цифра:
11 − 6 = 5
5 е контролната (последната) цифра.
С главната буква X се отбелязва контролна цифра 10.

## Назначаване (даване) на ISSN
ISSN кодовете се дават от мрежа от ISSN национални центрове, обикновено разположени в националните библиотеки, и се координират от Международния ISSN център в Париж. Международният център е междуправителствена организация, основана през 1974 г. след споразумение между UNESCO и френското правителство.
Когато серийно издание с еднакво съдържание се публикува на няколко вида носители, на всеки вид носител се дава отделен ISSN номер. Например, много издания се публикуват както в печатни, така и в електронни СМИ. Системата ISSN определя тези видове като print ISSN (p-ISSN) и electronic ISSN (e-ISSN) съответно. Освен това, както е определено в ISO 3297:2007, на всяко серийно издание в системата ISSN се дава също linking ISSN (ISSN-L, свързващ номер), обикновено същия като ISSN номера, даден на изданието на неговия първо публикуван носител, който номер свързва всички ISSN номера, дадени на серийното издание, на всеки носител.